# Camps-sur-l'Agly
Pour les articles homonymes, voir Camps.
Camps-sur-l'Agly  (en occitan Camps de l'Aglin ) est une commune française, située dans le Sud du département de l'Aude en région Occitanie.
Sur le plan historique et culturel, la commune fait partie du massif des Corbières, un chaos calcaire formant la transition entre le Massif central et les Pyrénées. Exposée à un climat méditerranéen, elle est drainée par l'Agly et par divers autres petits cours d'eau. La commune possède un patrimoine naturel remarquable : un site Natura 2000 (les « basses Corbières ») et sept zones naturelles d'intérêt écologique, faunistique et floristique.
Camps-sur-l'Agly est une commune rurale qui compte 61 habitants en 2022, après avoir connu un pic de population de 548 habitants en 1836. Ses habitants sont appelés les Campois ou  Campoises.

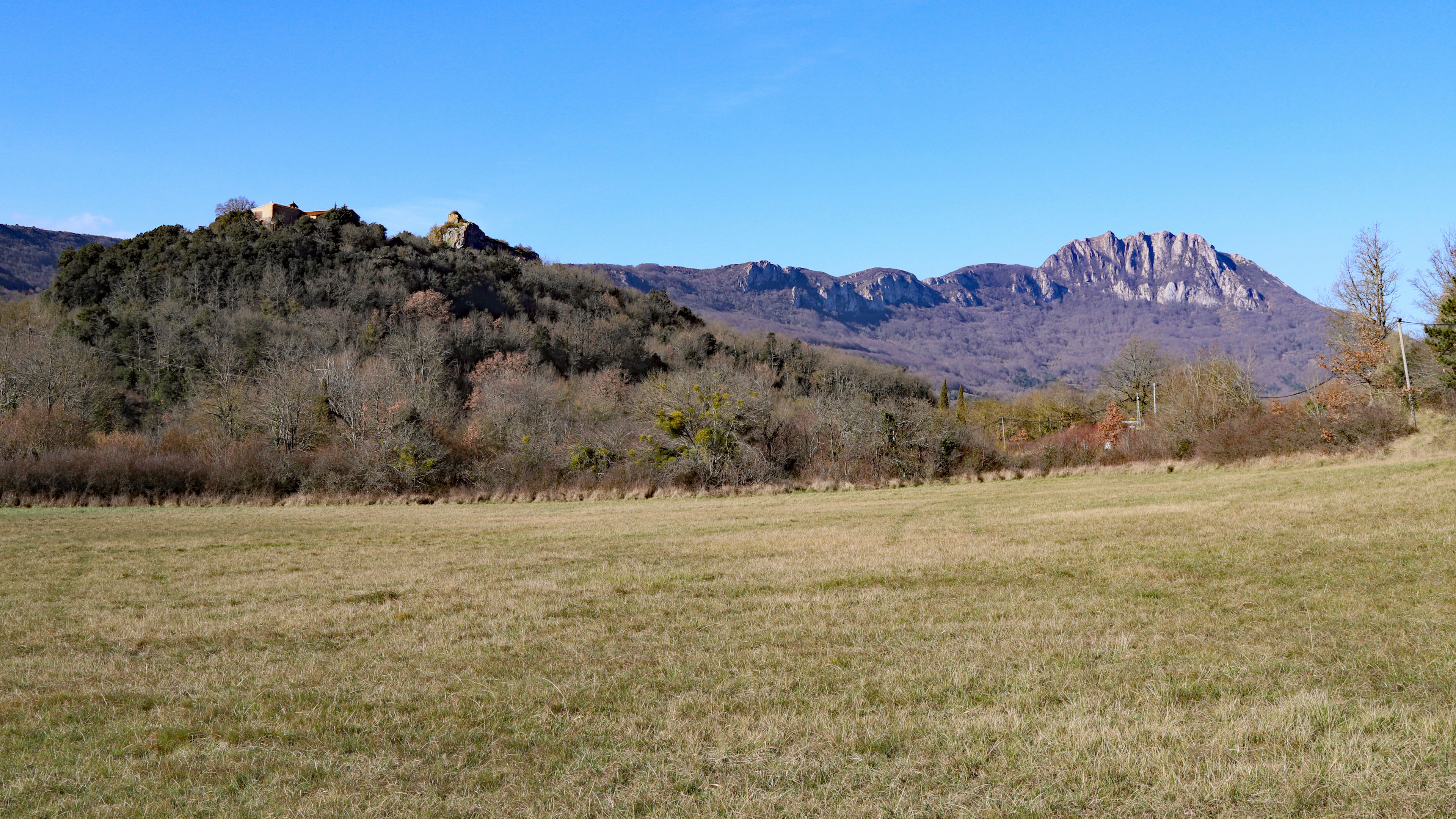
Le village à gauche et le pic de Bugarach au fond.

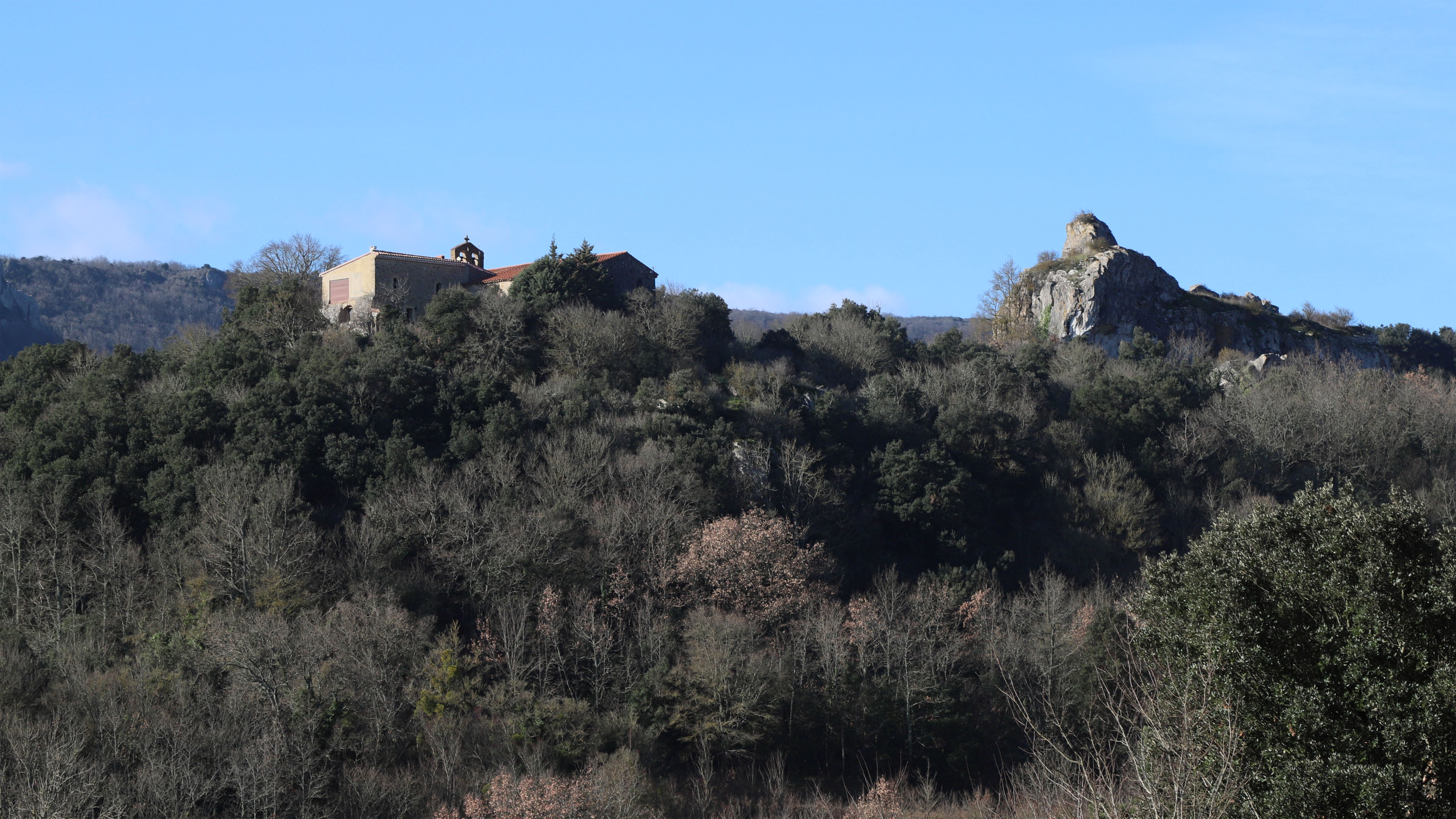
Vue depuis la RD 14.

## Géographie

### Localisation
Camps-sur-l'Agly est une commune située sur l'Agly, près du Pech de Bugarach dans les Corbières. Elle est limitrophe du département des Pyrénées-Orientales.

### Communes limitrophes
Les communes limitrophes sont Bugarach, Cubières-sur-Cinoble, Fourtou, Caudiès-de-Fenouillèdes et Prugnanes.
| Sougraigne (par un quadripoint)               | Fourtou                         |                      |
| Bugarach                                      | Camps-sur-l'Agly                | Cubières-sur-Cinoble |
| Caudiès-de-Fenouillèdes (Pyrénées-Orientales) | Prugnanes (Pyrénées-Orientales) |                      |

### Géologie et relief
Camps-sur-l'Agly se situe en zone de sismicité 3 (sismicité modérée).

### Hydrographie
La commune est dans la région hydrographique « Côtiers méditerranéens », au sein du bassin hydrographique Rhône-Méditerranée-Corse. Elle est drainée par l'Agly, le ruisseau de Cubières, le ruisseau de la Pause, le ruisseau d'Encoulaou, le ruisseau des Pastressis et le ruisseau des Roubis, qui constituent un réseau hydrographique de 21 km de longueur totale,.
L'Agly, d'une longueur totale de 81,7 km, prend sa source dans la commune et s'écoule d'ouest en est. Il traverse la commune et se jette dans le golfe du Lion à Saint-Laurent-de-la-Salanque, après avoir traversé 22 communes.

### Climat
Pour des articles plus généraux, voir Climat de l'Occitanie et Climat de l'Aude.
En 2010, le climat de la commune est de type climat méditerranéen altéré, selon une étude s'appuyant sur une série de données couvrant la période 1971-2000. En 2020, Météo-France publie une typologie des climats de la France métropolitaine dans laquelle la commune est exposée à un climat de montagne ou de marges de montagne et est dans la région climatique Pyrénées orientales, caractérisée par une faible pluviométrie, un très bon ensoleillement (2 600 h/an), un air sec, particulièrement en hiver et peu de brouillards.
Pour la période 1971-2000, la température annuelle moyenne est de 12,4 °C, avec  une amplitude thermique annuelle de 15,2 °C. Le cumul annuel moyen de précipitations est de 801 mm, avec 8,7 jours de précipitations en janvier et 4,9 jours en juillet. Pour la période 1991-2020 la température moyenne annuelle observée sur la station météorologique la plus proche, située sur la commune de Mouthoumet à 14 km à vol d'oiseau, est de 12,5 °C et le cumul annuel moyen de précipitations est de 837,6 mm,. Pour l'avenir, les paramètres climatiques de la commune estimés pour 2050 selon différents scénarios d’émission de gaz à effet de serre sont consultables sur un site dédié publié par Météo-France en novembre 2022.

### Milieux naturels et biodiversité

#### Réseau Natura 2000

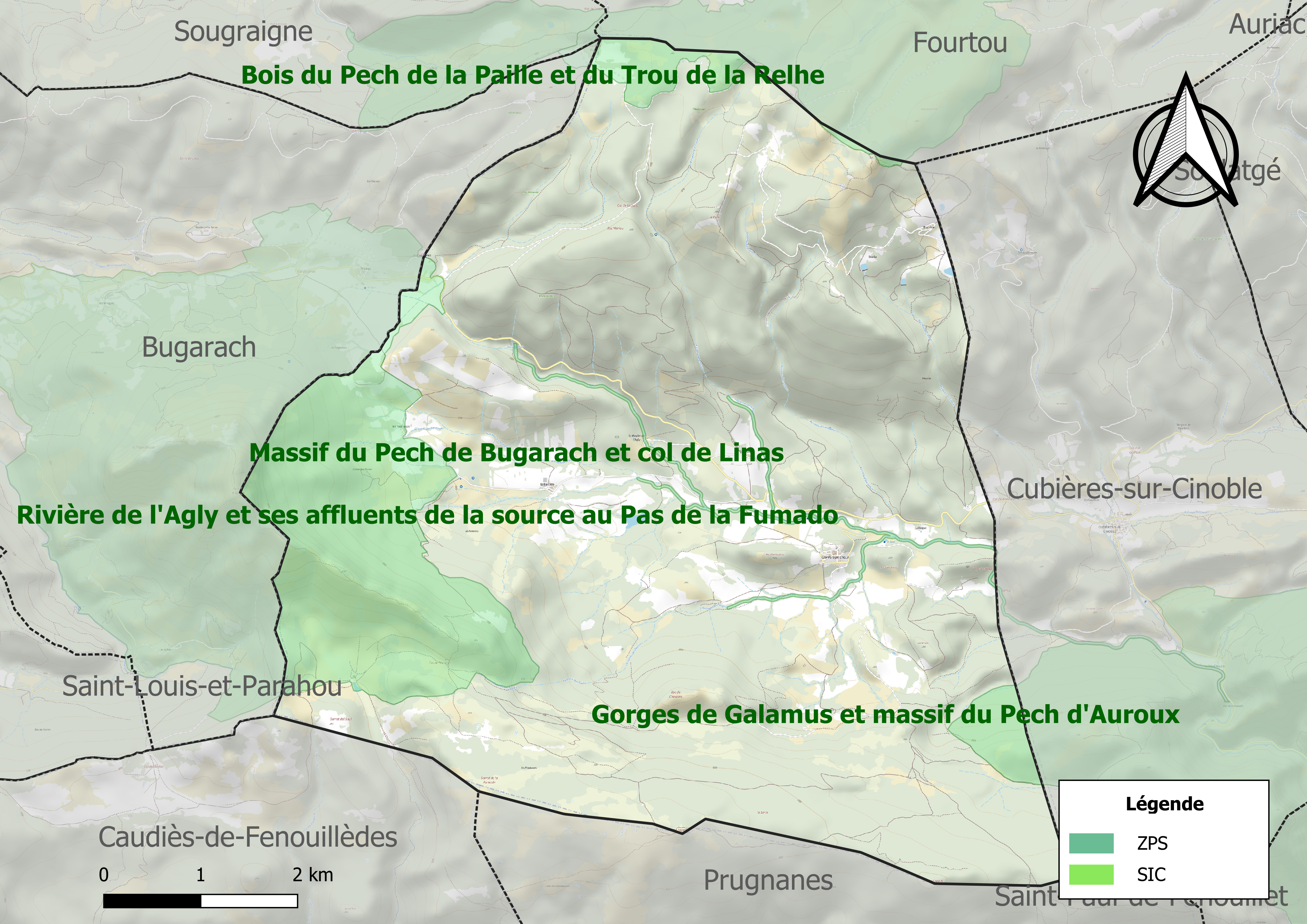
Sites Natura 2000 sur le territoire communal.

Le réseau Natura 2000 est un réseau écologique européen de sites naturels d'intérêt écologique élaboré à partir des directives habitats et oiseaux, constitué de zones spéciales de conservation (ZSC) et de zones de protection spéciale (ZPS). Un site Natura 2000 a été défini sur la commune au titre  de la directive oiseaux : les « basses Corbières », d'une superficie de 29 495 ha, un site important pour la conservation des rapaces : l'Aigle de Bonelli, l'Aigle royal, le Grand-duc d’Europe, le Circaète Jean-le-Blanc, le Faucon pèlerin, le Busard cendré, l'Aigle botté.

#### Zones naturelles d'intérêt écologique, faunistique et floristique
L’inventaire des zones naturelles d'intérêt écologique, faunistique et floristique (ZNIEFF) a pour objectif de réaliser une couverture des zones les plus intéressantes sur le plan écologique, essentiellement dans la perspective d’améliorer la connaissance du patrimoine naturel national et de fournir aux différents décideurs un outil d’aide à la prise en compte de l’environnement dans l’aménagement du territoire. Quatre ZNIEFF de type 1 sont recensées sur la commune :
- le « bois du pech de la Paille et du Trou de la Relhe » (328 ha), couvrant 4 communes du département[17] ;
- les « gorges de Galamus et massif du pech d'Auroux » (1 008 ha), couvrant 4 communes dont 3 dans l'Aude et 1 dans les Pyrénées-Orientales[18] ;
- le « massif du pech de Bugarach et col de Linas » (1 029 ha), couvrant 2 communes du département[19] ;
- la « rivière de l'Agly et ses affluents de la source au Pas de la Fumado » (21 ha), couvrant 2 communes du département[20] ;

et trois ZNIEFF de type 2, : 
- les « Corbières occidentales » (59 005 ha), couvrant 66 communes du département[21] ;
- le « massif du Fenouillèdes septentrional » (14 046 ha), couvrant 14 communes dont 9 dans l'Aude et 5 dans les Pyrénées-Orientales[22] ;
- le « pech Bugarach et Serre de Bec » (5 235 ha), couvrant 6 communes du département[23].

Carte des ZNIEFF de type 1 et 2 à Camps-sur-l'Agly.
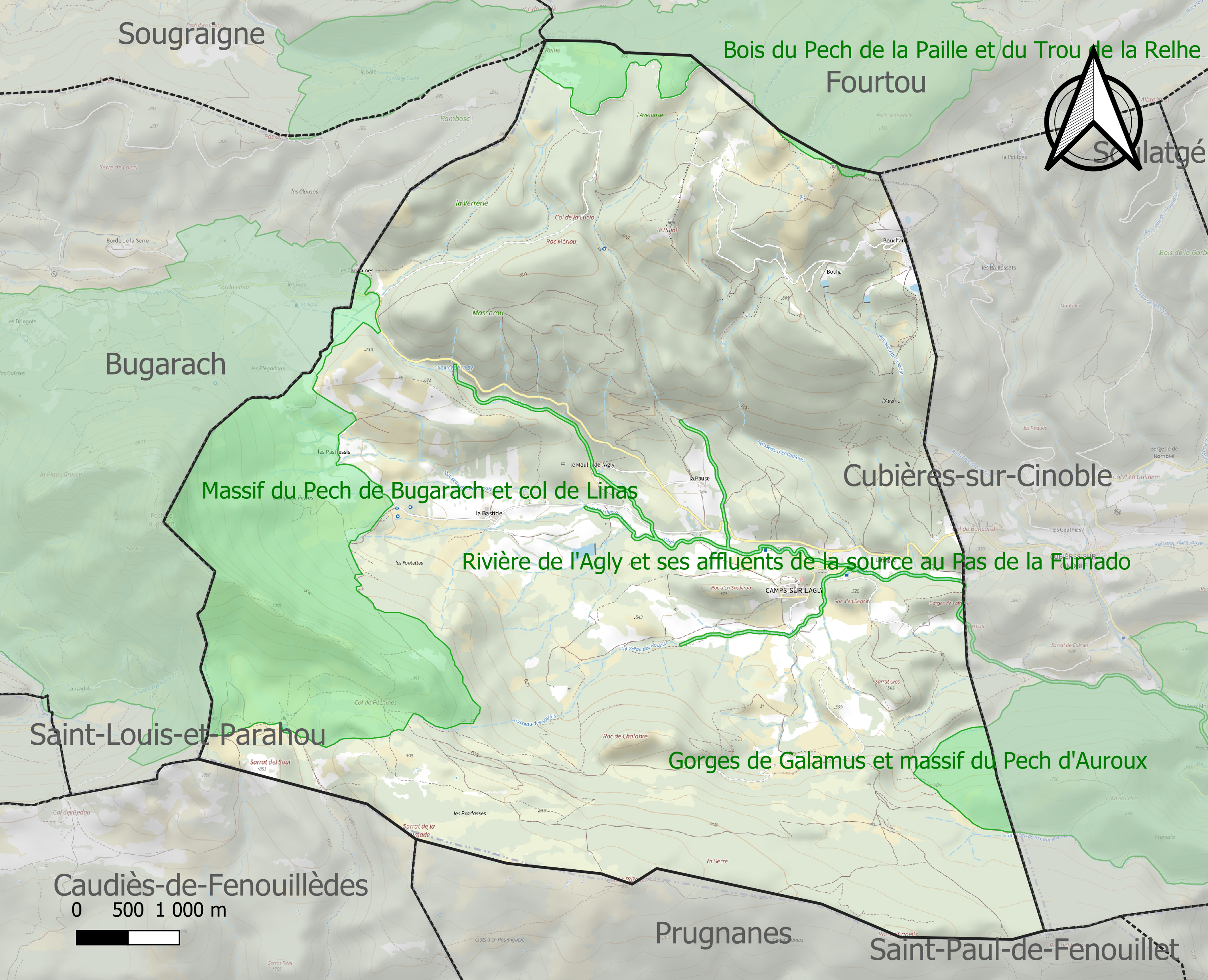
Carte des ZNIEFF de type 1 sur la commune.
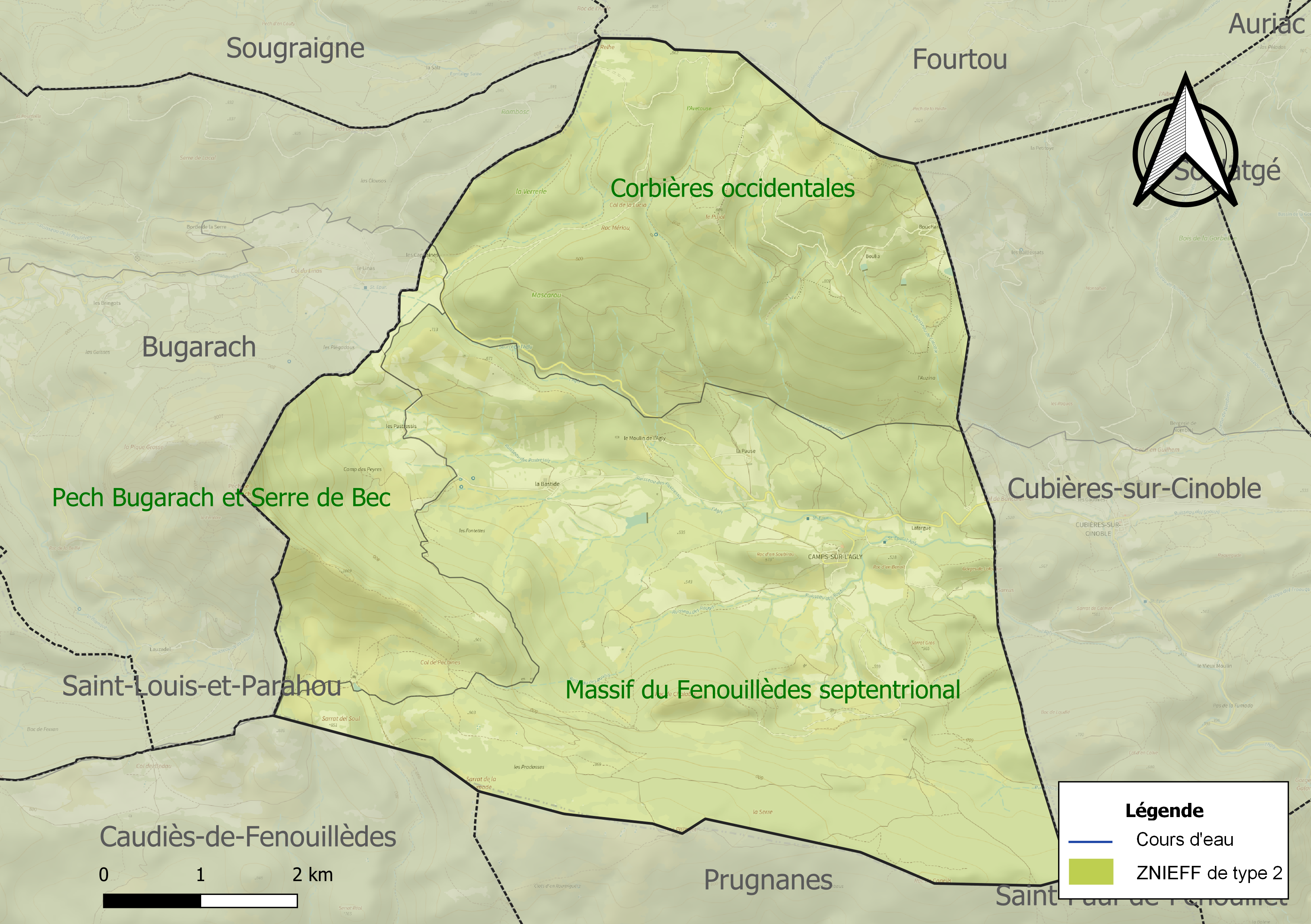
Carte des ZNIEFF de type 2 sur la commune.

## Urbanisme

### Typologie
Au 1er janvier 2024, Camps-sur-l'Agly est catégorisée commune rurale à habitat très dispersé, selon la nouvelle grille communale de densité à 7 niveaux définie par l'Insee en 2022.
Elle est située hors unité urbaine et hors attraction des villes,.

### Occupation des sols
L'occupation des sols de la commune, telle qu'elle ressort de la base de données européenne d’occupation biophysique des sols Corine Land Cover (CLC), est marquée par l'importance des forêts et milieux semi-naturels (82,3 % en 2018), une proportion identique à celle de 1990 (82,3 %). La répartition détaillée en 2018 est la suivante : forêts (69,6 %), milieux à végétation arbustive et/ou herbacée (12,6 %), prairies (12,3 %), zones agricoles hétérogènes (5,4 %), espaces ouverts, sans ou avec peu de végétation (0,1 %). L'évolution de l’occupation des sols de la commune et de ses infrastructures peut être observée sur les différentes représentations cartographiques du territoire : la carte de Cassini (XVIIIe siècle), la carte d'état-major (1820-1866) et les cartes ou photos aériennes de l'IGN pour la période actuelle (1950 à aujourd'hui).

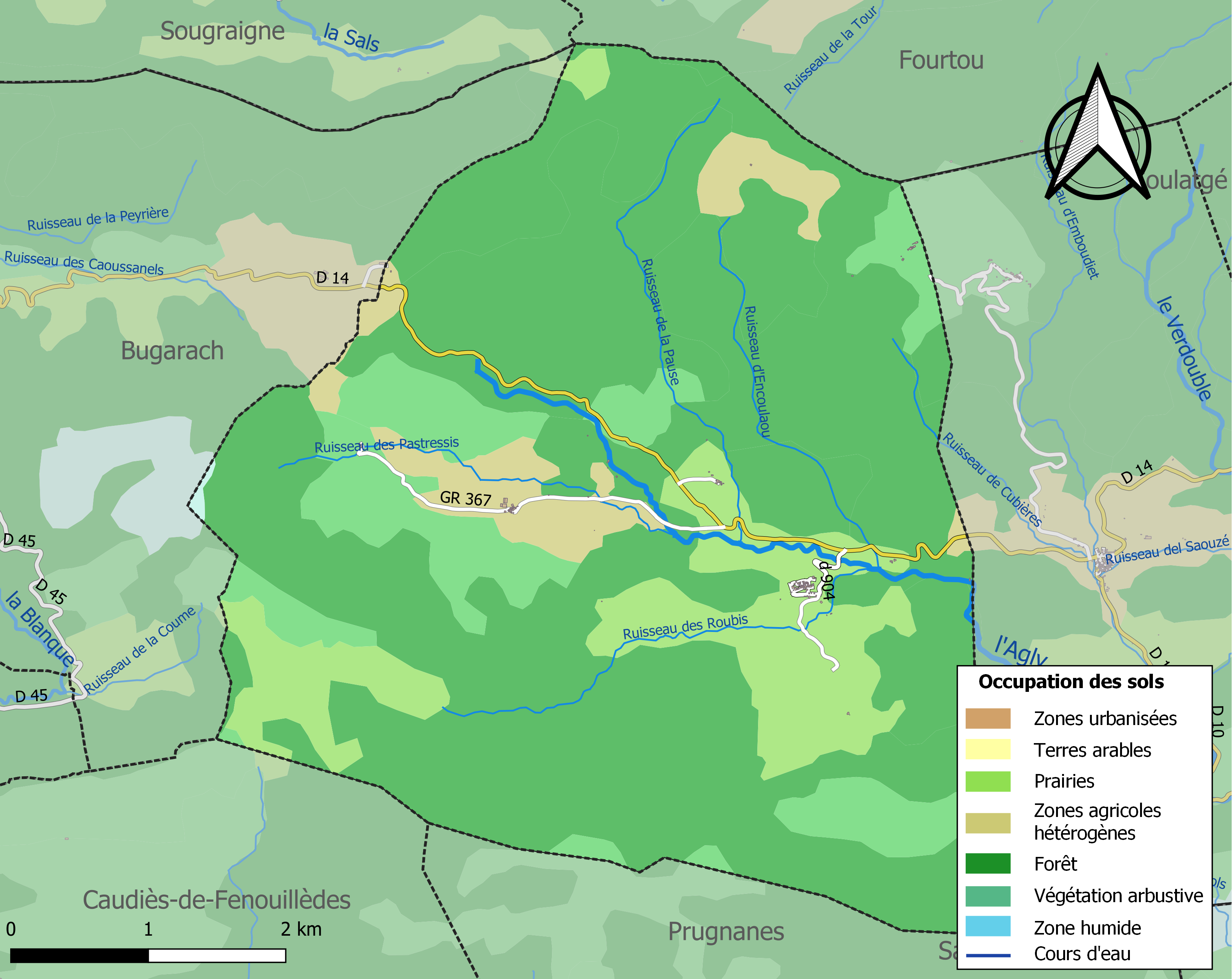
Carte des infrastructures et de l'occupation des sols de la commune en 2018 (CLC).

### Risques majeurs
Le territoire de la commune de Camps-sur-l'Agly est vulnérable à différents aléas naturels : météorologiques (tempête, orage, neige, grand froid, canicule ou sécheresse), feux de forêts et séisme (sismicité modérée). Un site publié par le BRGM permet d'évaluer simplement et rapidement les risques d'un bien localisé soit par son adresse soit par le numéro de sa parcelle.

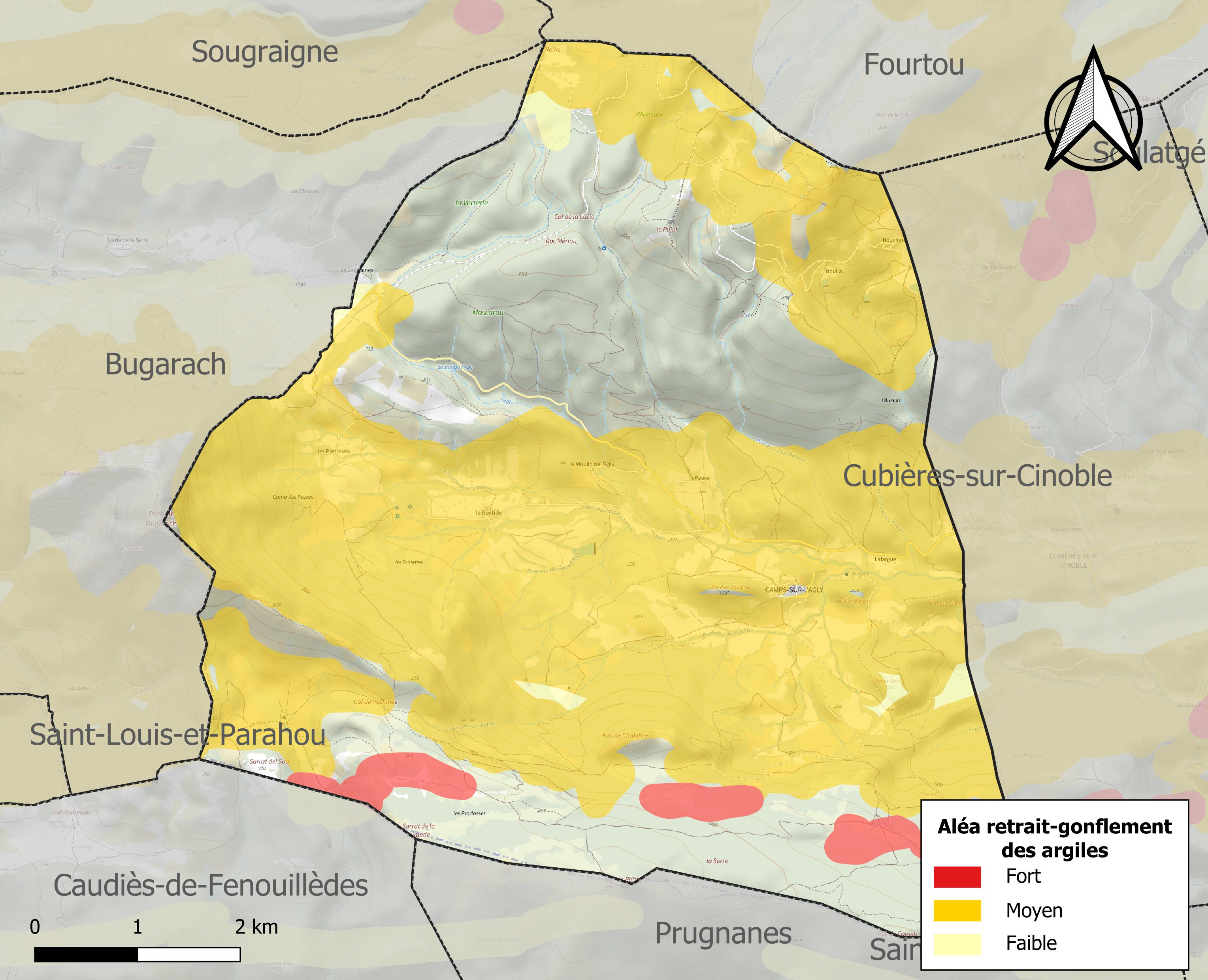
Carte des zones d'aléa retrait-gonflement des sols argileux de Camps-sur-l'Agly.

Le retrait-gonflement des sols argileux est susceptible d'engendrer des dommages importants aux bâtiments en cas d’alternance de périodes de sécheresse et de pluie. 63,5 % de la superficie communale est en aléa moyen ou fort (75,2 % au niveau départemental et 48,5 % au niveau national). Sur les 57 bâtiments dénombrés sur la commune en 2019, 41 sont en aléa moyen ou fort, soit 72 %, à comparer aux 94 % au niveau départemental et 54 % au niveau national. Une cartographie de l'exposition du territoire national au retrait gonflement des sols argileux est disponible sur le site du BRGM,.

## Histoire
Plusieurs sites néolithiques sont répertoriés sur la commune (Dolmen du Prat d'en Mourgues, abri sous roche d'En Bertrand,  grotte de Chincholle...). 
Plusieurs mines témoignent d'une exploitation datant de l'époque romaine. 
Le château de Camps est mentionné en 1241 sur un acte de soumission au Roi de France de Pierre de Béranger de Cucugnan. 
Le 5 avril 1720, Monsieur de Bellissen seigneur de Camps a vendu cette terre à Monsieur Castanier, dans cet acte sont cités les précédents propriétaires depuis 1263.
Evolution du nom du village : 1241 - Kalbs, 1258 - Calmis , 1538 - Cams, 1595 - Campz, 1676 - Cans, 1769 - Campvilla, Camps.
Par décret du 11 avril 1933 la commune de Camps prend le nom de Camps-sur-l'Agly.

## Politique et administration

### Découpage territorial
La commune de Camps-sur-l'Agly est membre de la communauté de communes du Limouxin, un établissement public de coopération intercommunale (EPCI) à fiscalité propre créé le 2 décembre 2016 dont le siège est à Limoux. Ce dernier est par ailleurs membre d'autres groupements intercommunaux.
Sur le plan administratif, elle est rattachée à l'arrondissement de Limoux, au département de l'Aude, en tant que circonscription administrative de l'État, et à la région Occitanie.
Sur le plan électoral, elle dépend du canton de la Haute-Vallée de l'Aude pour l'élection des conseillers départementaux, depuis le redécoupage cantonal de 2014 entré en vigueur en 2015, et de la troisième circonscription de l'Aude  pour les élections législatives, depuis le redécoupage électoral de 1986.

### Liste des maires
| Période                                  | Période | Identité        | Étiquette | Qualité |
| ---------------------------------------- | ------- | --------------- | --------- | ------- |
| mars 2001                                | 2014    | Rolande Alibert | PS        |         |
| Les données manquantes sont à compléter. |         |                 |           |         |

## Population et société

### Démographie
| 1793 | 1800 | 1806 | 1821 | 1831 | 1836 | 1841 | 1846 | 1851 |
| ---- | ---- | ---- | ---- | ---- | ---- | ---- | ---- | ---- |
| 444  | 452  | 477  | 516  | 492  | 548  | 520  | 495  | 480  |

| 1856 | 1861 | 1866 | 1872 | 1876 | 1881 | 1886 | 1891 | 1896 |
| ---- | ---- | ---- | ---- | ---- | ---- | ---- | ---- | ---- |
| 495  | 405  | 402  | 370  | 330  | 296  | 302  | 290  | 279  |

| 1901 | 1906 | 1911 | 1921 | 1926 | 1931 | 1936 | 1946 | 1954 |
| ---- | ---- | ---- | ---- | ---- | ---- | ---- | ---- | ---- |
| 230  | 231  | 206  | 165  | 137  | 136  | 114  | 115  | 85   |

| 1962 | 1968 | 1975 | 1982 | 1990 | 1999 | 2006 | 2007 | 2012 |
| ---- | ---- | ---- | ---- | ---- | ---- | ---- | ---- | ---- |
| 60   | 38   | 37   | 46   | 56   | 60   | 80   | 83   | 64   |

| 2017 | 2022 | - | - | - | - | - | - | - |
| ---- | ---- | - | - | - | - | - | - | - |
| 55   | 61   | - | - | - | - | - | - | - |

## Économie

### Emploi
| Division       | 2008   | 2013   | 2018   |
| -------------- | ------ | ------ | ------ |
| Commune        | 12,3 % | 17,5 % | 25 %   |
| Département    | 10,2 % | 12,8 % | 12,6 % |
| France entière | 8,3 %  | 10 %   | 10 %   |

En 2018, la population âgée de 15 à 64 ans s'élève à 27 personnes, parmi lesquelles on compte 78,6 % d'actifs (53,6 % ayant un emploi et 25 % de chômeurs) et 21,4 % d'inactifs,. Depuis 2008, le taux de chômage communal (au sens du recensement) des 15-64 ans est supérieur à celui de la France et du département.
La commune est hors attraction des villes,. Elle compte 14 emplois en 2018, contre 15 en 2013 et 9 en 2008. Le nombre d'actifs ayant un emploi résidant dans la commune est de 15, soit un indicateur de concentration d'emploi de 94,2 % et un taux d'activité parmi les 15 ans ou plus de 44,9 %.
Sur ces 15 actifs de 15 ans ou plus ayant un emploi, 11 travaillent dans la commune, soit 73 % des habitants. Pour se rendre au travail, 33,3 % des habitants utilisent un véhicule personnel ou de fonction à quatre roues et 66,7 % n'ont pas besoin de transport (travail au domicile).

### Activités hors agriculture
3 établissements sont implantés  à Camps-sur-l'Agly au 31 décembre 2019.
Le secteur de l'industrie manufacturière, des industries extractives et autres est prépondérant sur la commune puisqu'il représente 66,7 % du nombre total d'établissements de la commune (2 sur les 3 entreprises implantées  à Camps-sur-l'Agly), contre 8,8 % au niveau départemental.

### Agriculture
|                                   | 1988 | 2000 | 2010 |
| --------------------------------- | ---- | ---- | ---- |
| Exploitations                     | 7    | 8    | 4    |
| Superficie agricole utilisée (ha) | 788  | 571  | 484  |

En 2010, l'orientation technico-économique de l'agriculture  sur la commune est l'élevage de bovins pour la viande. Quatre exploitations agricoles ayant leur siège dans la commune sont dénombrées lors du recensement agricole de 2010 (sept en 1988). La superficie agricole utilisée est de 484 ha.

## Culture locale et patrimoine

### Lieux et monuments
- Église de l'Assomption de Camps-sur-l'Agly.
- Château féodal du XII° s[44]

### Personnalités liées à la commune
- Donald L. Cox, leader déchu du Black Panther Party, y meurt en février 2011.

### Distinctions culturelles
Camps-sur-l'Agly fait partie des communes ayant reçu l’étoile verte espérantiste, distinction remise aux maires de communes recensant des locuteurs de la langue construite espéranto.

### Héraldique
| Blason de Camps-sur-l'Agly | Blason  | De vair au chef fuselé d'or et de sable.         |
| Blason de Camps-sur-l'Agly | Détails | Le statut officiel du blason reste à déterminer. |